# Nienke Brinkman
Nienke Frederiek Brinkman (* 28. Oktober 1993 in Jakarta) ist eine niederländische Langstreckenläuferin. Brinkman begann erst 2020 mit dem ambitionierten Laufsport, erzielte aber bereits im Jahr darauf Erfolge bei hochklassigen Trailläufen. Daneben lief sie bereits bei ihrem zweiten Straßenmarathon im April 2022 niederländischen Rekord über diese Distanz. Ihre erste internationale Medaille gewann sie als Dritte des Marathonlaufs bei den Leichtathletik-Europameisterschaften 2022.

## Werdegang
Brinkman wurde in Indonesien geboren, wuchs aber im niederländischen Leiderdorp auf. In ihrer Heimat spielte sie Feldhockey als Mittelfeldspielerin bis in die zweithöchste nationale Liga. 2016 erhielt sie einen Bachelor-Abschluss in Planetologie an der Vrije Universiteit Amsterdam. Im selben Jahr begann sie an der ETH Zürich ein Masterstudium der angewandten Geophysik. Dieses Studium absolvierte sie als Joint Degree gleichzeitig auch an der Technischen Universität Delft und der RWTH Aachen, die beide mit der ETH Zürich in der IDEA League organisiert sind. Ihren Master erlangte Brinkman 2018. Danach begann sie an der ETH mit dem Schreiben einer Doktorarbeit, im Rahmen derer sie mithilfe von seismischen Daten der NASA-Mission InSight die Oberflächenstruktur des Planeten Mars untersucht.
Da Feldhockey in der Schweiz nur eine Randsportart ist, begann Brinkman in Zürich hobbymäßig unter anderem mit dem Laufen. 2019 wurde sie zur Teilnahme am Zermatt-Marathon überredet und belegte dort auf Anhieb Rang sechs. Danach schloss sie sich der Laufgruppe des Akademischen Sportverband Zürich an. Während der COVID-19-Pandemie 2020 intensivierte sie ihr Lauftraining, ein geplanter Start beim Amsterdam-Marathon im Oktober fiel aber der pandemiebedingten Absage des Rennens zum Opfer. Stattdessen absolvierte sie  innerhalb von einem Monat zwei Marathons auf einer Runde am Zürcher Seebecken für sich selbst, für die sie 2:43 h und 2:39 h benötigte.
Im Frühjahr 2021 scheiterte der Start bei einem offiziellen Marathon erneut, diesmal an einer Knöchelverletzung. Im Juli gewann sie stattdessen den bergigen Zermatt-Marathon mit Streckenrekord von 3:19:43 h, womit sie über 40 Minuten schneller war als bei ihrer ersten Teilnahme zwei Jahre zuvor. Im weiteren Jahresverlauf nahm sie an Berg- und Trailläufen der Golden Trail Series teil, einem zweiten Platz beim Berglauf Sierre–Zinal folgten Siege beim Chiemgau Trail Run und beim La Skyrhune. Beim Finale der Golden-Trail-Serie in El Hierro belegte sie erneut Platz zwei. Zum Jahresende glückte auch der Start bei einem flachen Straßenmarathon, im Dezember lief sie beim Valencia-Marathon in 2:26:34 h auf Anhieb die drittschnellste je erzielte Zeit einer Niederländerin.
Im Januar 2022 schloss sich Brinkman dem von Jos Hermens gegründeten NN Running Team an, Mitglieder des Teams sind auch Weltklasseläufer wie Kenenisa Bekele, Eliud Kipchoge und Joshua Cheptegei. Bei ihren Trailläufen im Jahr zuvor war sie von Salomon gesponsert worden, das NN Running Team wird von Nike ausgerüstet. Im April verbesserte sie sich beim Rotterdam-Marathon als Zweite auf 2:22:51 h, mit dieser Zeit erzielte sie auch einen nationalen Rekord. Vorbereitet hatte sie sich unter anderem mit einem einmonatigen Trainingslager in Kenia. Im August reiste sie mit dieser Zeit als Meldeschnellste zu den Leichtathletik-Europameisterschaften in München, beim dortigen Marathonlauf gewann sie letztendlich die Bronzemedaille. Neben diesen Straßenlaufstarts trat Brinkman auch weiterhin bei Trailläufen an. Bereits vor den Europameisterschaften siegte sie beim Rennen Zegama–Aizkorri im Baskenland, danach in den Vereinigten Staaten beim Pikes Peak Ascent und beim Flagstaff Sky Peaks.
Brinkman wird seit Februar 2021 von dem Schweizer Benjamin Ueltschi trainiert, einem Triathleten, den sie als Coach ihrer Universitätslaufgruppe kennenlernte.

## Persönliche Bestzeiten
- Marathon: 2:22:51 h, 10. April 2022 in  Rotterdam (niederländischer Rekord)